# Либеральный социализм
Либера́льный социали́зм — политическая идеология, объединяющая либеральные принципы с социализмом. Либеральный социализм сравнивают с послевоенной социал-демократией, поскольку он поддерживает смешанную или социально-ориентированную рыночную экономику, которая включает как частную собственность, так и общественную собственность на капитальные блага. Хотя социал-демократия в некоторой степени антикапиталистична, поскольку критика капитализма связана с частной собственностью на средства производства, либеральный социализм считает искусственные и законные монополии виной капитализма и выступает против полностью нерегулируемой рыночной экономики.

## Принципы
Принципы, которые могут быть описаны как либерально-социалистические, основаны на работах либеральных, лево-либеральных, радикальных и социалистических экономистов и философов, таких как Генри Джордж, Франсуа Юэ, Петр Кропоткин, Герберт Спенсер и т. д. Другие важные либерально-социалистические фигуры включают Норберто Боббио, Гвидо Калоджеро, Энтони Кросленд, Пьеро Гобетти, Теодор Герцка.
По мнению Поланьи, целью либерального социализма было преодоление эксплуататорских аспектов капитализма путем экспроприации помещиков и предоставления всем возможности владеть землей. Для неё это стало кульминацией традиции, инициированной, в том числе, физиократами.
Либеральный социализм был особенно заметен в британской и итальянской политике. Джон Стюарт Милль предположил, что капиталистические общества должны пройти постепенный процесс социализации через предприятия, контролируемые рабочими, сосуществующие с частными предприятиями. Он утверждал, что представительство рабочего класса необходимо в свободном правительстве, а демократия не могла бы существовать, если бы экономические возможности не были хорошо распределены, поэтому демократия либеральными социалистами рассматривается не просто как форма представительного правительства, а как всю общественную и социальную организацию. Хотя социалисты враждебно относились к либерализму, обвинялись в «предоставлении идеологического прикрытия для разграбления капитализма», было указано, что «цели либерализма не так уж отличаются от целей социалистов», хотя это сходство в целях был описано как обманчивое из-за различного значения, которое либерализм и социализм придают равенству, свободе, справедливости и солидарности.